# (385) Ilmatar
(385) Ilmatar – planetoida z pasa głównego asteroid okrążająca Słońce w ciągu 4 lat i 295 dni w średniej odległości 2,85 j.a. Została odkryta 1 marca 1894 roku w Landessternwarte Heidelberg-Königstuhl w Heidelbergu przez Maxa Wolfa. Nazwa planetoidy pochodzi od Ilmatar, fińskiej bogini, „panny przestworzy”, w poemacie Kalevala. Przed jej nadaniem planetoida nosiła oznaczenie tymczasowe (385) 1894 AX.